# Miguel de Capriles
Miguel Angel de Capriles, né le 30 novembre 1906 à Mexico, et mort le 24 mai 1981 à San Francisco, est un escrimeur et dirigeant sportif américain, né mexicain. Il pratiquait les trois armes mais connut ses principaux succès internationaux à l'épée et au sabre. 
Il a été membre de l'équipe américaine d'escrime de 1932 et 1951, glanant deux médailles de bronze olympiques par équipes. Docteur en droit, il a ensuite été président de la Fédération internationale d'escrime de 1961 à 1964.

## Biographie

### Carrière sportive
De Capriles émigre aux États-Unis à l'âge de 13 ans, ne parlant pas anglais et n'ayant jamais pratiqué l'escrime. Il la découvre en tant qu'étudiant à l'université de New York et connaît le succès après 1930. En 1932, sa première participation aux Jeux olympiques se solde par une médaille de bronze à l'épée par équipes. Les seuls résultats connus de de Capriles durant cette compétition sont ceux de ses matchs de la poule finale contre l'équipe de France. Avec quatre défaites en autant de matchs, il contribue à la victoire des Français qui l'emportent (10,5 victoires à 5,5). 
En 1936, c'est au sabre par équipes qu'il s'illustre, avec davantage de succès, gagnant ses six matchs des deux premiers tours (victoires contre la Suisse, 12-4 et la Suède, 9-1). Il gagne ensuite deux de ses quatre matchs contre les Pays-Bas dans un match serré gagné par les Américains (9-7). Cependant des défaites contre les équipes d'Allemagne, contre laquelle il ne tire pas, et contre les irrésistibles Hongrois (2-14), où il marque l'une des deux seules victoires américaines contre Pál Kovács, empêchent l'équipe américaine d'atteindre la poule finale. Elle se classe 5e à égalité avec les trois autres équipes éliminées en demi-finale.
Après la Seconde Guerre mondiale, il participe à ses troisièmes Jeux à Londres en 1948. Sa participation aux tours préliminaires est incertaine. Seuls ses résultats contre la Hongrie en poule finale sont connus : quatre défaites en autant de matchs pour une défaite américaine (6-10). Avec une victoire contre la Belgique, l'équipe américaine remporte la médaille de bronze. Durant ces trois Jeux olympiques, de Capriles n'a jamais participé à une épreuve individuelle.

### Administrateur
Durant et après sa carrière sportive, de Capriles a occupé des postes à responsabilité dans l'univers de l'escrime. Il fut par exemple le premier non-européen à officier en tant que président du jury, c'est-à-dire arbitre principal, lors d'une finale olympique, celle du sabre individuel aux Jeux de Berlin en 1936. Après la guerre et sa troisième et ultime participation aux Jeux, il est élu président de l'AFLA, la fédération américaine d'escrime, de 1949 à 1953. Pour ses qualités d'administrateur et ses compétences en droit, il devient ensuite le premier non-européen président de la Fédération internationale d'escrime. Élu en 1960, il en est le président jusqu'en 1964. Ses contributions au sport lui valent une médaille d'argent de l'Ordre olympique, distinction reçue en 1975.
Très impliqué dans son université, il en est un des professeurs de droit après-guerre. En 1947, il devient directeur de l'institut de droit inter-américain de l'université de 
New York, institut dont il est l'un des fondateurs. Il devient doyen associé de la faculté de droit en 1948 et doyen en 1964. Après sa retraite, en 1975, il rejoint l'École de droit Hastings de l'université de Californie. Il meurt à San Francisco.

## Palmarès
- Jeux olympiques
  -  Médaille de bronze au sabre par équipes aux Jeux de 1948 à Londres
  -  Médaille de bronze à l'épée par équipes aux Jeux de 1932 à Los Angeles